# 桂林路站
桂林路站位于中华人民共和国上海市徐汇区漕河泾开发区宜山路与桂林路交叉口，是上海地铁9号线与15号线的地铁换乘站。9号线车站位于宜山路、桂林路與柳州路之間，于2007年12月29日启用。15号线车站位于桂林路、宜山路與钦江路之間，于2021年6月27日启用。

## 车站設計
桂林路站共有4層。地面為車站出口，地下一層為車站大廳。地下二層為9号线站台，为一岛一侧式车站設計，以黃色作為佈置的主要色彩。地下三层为15号线站台。2007年12月29日至2008年12月27日间，9号线以本站为终点站，利用中部存车线进行折返，使用岛式站台北侧站台落客，本站不再为终点站后，该侧站台已停止日常使用。

### 车站楼层
| 地面层   | 出入口             | 1、4-13出入口                        |                    |                    |
| 地下一层 | 9号线站厅          | 票务服务、自动售票机、人工服务台     |                    |                    |
|          | 15号线站厅         | 票务服务、自动售票机、人工服务台     |                    |                    |
| 地下二层 | 侧式站台，右侧开门 | 侧式站台，右侧开门                   | 侧式站台，右侧开门 | 侧式站台，右侧开门 |
|          | ①站台              | █ 9号线 往上海松江站（漕河泾开发区） |                    |                    |
|          |                    | █ 9号线 存车线                       |                    |                    |
|          | 岛式站台，左侧开门 |                                      |                    |                    |
|          | ②站台              | █ 9号线 往曹路（宜山路）             |                    |                    |
| 地下三层 | ④站台              | █ 15号线 往顾村公园（吴中路）        |                    |                    |
|          | 岛式站台，左侧开门 |                                      |                    |                    |
|          | ③站台              | █ 15号线 往紫竹高新区（桂林公园）    |                    |                    |

## 车站出口
桂林路站目前开放11个出入口，其中1、4-5号口连通9号线站厅，6-13号口连通15号线站厅，各出入口如下所示：
| 出口编号             | 出口指示         | 照片           |
| 连通 9号线站厅       | 连通 9号线站厅   | 连通 9号线站厅 |
| -------------------- | ---------------- | -------------- |
| 1 · 出口 · （设有）  | 宜山路，柳州路   |                |
| 4 · 出口             | 宜山路，桂林路   |                |
| 5 · 出口             | 宜山路           |                |
| 连通 15号线站厅      |                  |                |
| 6 · 出口             | 桂林路，宜山路   |                |
| 7 · 出口 · （设有）  | 桂林路，宜山路   |                |
| 8 · 出口             | 桂林路           |                |
| 9 · 出口             | 桂林路，钦江路   |                |
| 10 · 出口 · （设有） | 钦江路           |                |
| 11 · 出口            | 桂林路           |                |
| 12 · 出口            | 桂林路，钦州北路 |                |
| 13 · 出口            | 桂林路           |                |
| 图例： 设有          |                  |                |

## 公交换乘
113、131、120、171、205、224、252、804、809、909、927、931

## 歷史
在2008年12月28日9号线宜山路站开通前，9号线脱网运营，該站作为临时起讫车站。乘客需于临时付費區內乘坐接駁換乘公交接驳該站与宜山路站。
2021年1月23日，上海轨道交通15号线开通，但桂林路站暂未开通，列车通过不停站。2021年5月29日，15号线列车停靠桂林路站并进行开关门测试，但乘客不能下车，也不能换乘。
2021年6月27日，上海地铁15号线桂林路站开通运营。